# Venom (película de 2005)
Venom, conocida en español como Veneno y también como Envenenados, es una película estadounidense de terror dirigida por Jim Gillespie y estrenada por primera vez en 2005. Está protagonizada por Agnes Bruckner, Jonathan Jackson, Laura Ramsey, Meagan Good, D. J. Cotrona, Method Man y Eneko Zalba y marca la vuelta a la colaboración conjunta entre Kevin Williamson (guionista de Scream) y Jim Gillespie, quien había dirigido a mediados de los años 1990 la película Sé lo que hiciste el verano pasado (1997), escrita por Williamson. La película sigue a un grupo de adolescentes que luchan por sobrevivir a un hombre coser poseído por espíritus malignos.
Venom fue estrenada por Miramax Films el 16 de septiembre de 2005, con críticas negativas. Es la última película de Dimension Films que se estrenó durante su mandato en Miramax antes de que Walt Disney Company, la empresa matriz de Miramax en ese momento, vendiera Dimension a Weinstein Company el 1 de octubre de 2005.

## Argumento
En medio de un viejo cementerio abandonado, una anciana criolla de los bayous de Luisiana realiza un ritual tras el cual desentierra del lugar un maletín y se marcha mientras comienza a llover. Mientras tanto, Eden, estudiante de último año de secundaria, y sus amigos, Rachel, CeCe, Ricky, Patty, Tammy, Eric y Sean, están en la hamburguesería local donde ella y Rachel trabajan. Ray Sawyer, el mecánico local viene a recoger un pedido, lo que lleva a Rachel a comentar lo aterrador que es mientras que Eden no le da importancia a su aspecto y lo atiende amablemente. 
Después regreso a casa, Eden y Eric se encuentran en un puente en el camino y discuten ya que ella ha decidido irse del pueblo sin avisarle a pesar de que mantenían una relación sentimental; mientras discuten, Ray detiene su camión para asegurarse que Eden este bien, esto provoca que la anciana criolla, que es abuela de CeCe pierda el control de su vehículo que queda suspendido del puente. Ray logra sacarla del auto, pero la mujer a pesar de sus heridas se muestra más preocupada de recuperar la maleta. 
Antes que Ray logre salir, el auto cae al agua, lo que abre el maletín, liberando varias serpientes encerradas dentro que lo muerden y posteriormente entran en su cuerpo. La ambulancia llega constatando que tanto Ray como la anciana han muerto. CeCe llega conmocionada por la tragedia y toma un amuleto que portaba su abuela, tras lo cual pregunta a sus amigos sobre Ray. Esa noche, mientras el forense examina el cuerpo de Ray, este se levanta convertido en un muerto viviente y lo asesina para después marcharse en su camioneta. 
Al día siguiente, Eden visita la tumba de su padre y ve pasar la grúa de Ray; al mismo tiempo Tammy y Patty deciden detenerse en el taller de Ray para robar gasolina y llevarse el dinero y se separan para robar el dinero y buscar cosas valiosas en el lugar. Tras algunos minutos Tammy encuentra a Patty muerta y colgada con cadenas del techo; cuando intenta escapar, Ray la atrapa bajo la plataforma para los autos y la mata con un chorro de arena a alta presión en el rostro.
Eric sigue hasta el taller a Sean quien, borracho, intenta desahogar la frustración que le produce la muerte de Ray, a quien ha odiado toda su vida ya que años atrás él y su madre tuvieron sexo estando ebrios, siendo este el origen de su nacimiento, por lo que ha tenido que vivir toda su vida bajo el estigma de ser el hijo ilegítimo de Ray, con quien nunca ha hablado ni ha mantenido ningún tipo de relación, sin embargo, en el lugar encuentra una foto de él cuando era un niño pequeño, descubriendo que Ray se preocupaba por él, esta revelación sin embargo se ve opacado al descubrir los restos de Tammy. 
Esa noche, Eden y sus amigos van a la casa de la difunta anciana, donde CeCe se ha atrincherado; la muchacha les explica que su abuela era una bruja y las serpientes que mataron a Ray estaban llenas de la maldad que la anciana había retirado de muchos hombres malvados al momento de sus muertes para purificar sus almas y que mantenía prisioneras enterradas en suelo consagrado, pero el viejo cementerio donde las ocultaba pronto sería eliminado y con ello la tierra perdería su estado bendito, por lo que intentó reubicarlas la noche que murió; ahora estas criaturas controlan el cuerpo de Ray, quien se ha vuelto una vasija para esa maldad e intentará asesinarlos y a cualquiera que se cruce con él. 
Cuando Ray llega al lugar asesina a Ricky e intenta entrar a la casa, pero descubre que no puede porque la anciana la cubrió con hechizos vudú contra el mal. A pesar de esto, logra arrojar una cadena dentro con la que atrapa y arrastra fuera a Sean. Eden y Eric disparan a Ray con un rifle mientras los demás llevan a Sean dentro, pero este muere por sus heridas. 
Eden pide a CeCe que use los conocimientos que aprendió de su abuela para detener a Ray, pero esta señala que para maldecirlo necesita su sangre y algo que provenga de él; ante esto el grupo decide usar el cadáver de Ray ya que al ser su hijo lleva su sangre y proviene de Ray convirtiéndolo en un muñeco vudú humano con el cual logran herir y frenar a Ray hasta que usa su grúa para derribar los cimientos de la casa; arrastrando a Eric y Rachel con él y atrapando a CeCe con los escombros.
Ray asesina a CeCe antes de salir en persecución del resto, embistiendo con su camión a Rachel hasta empalarla en un árbol. Atrapados en el pantano, Eden y Eric intentan llegar a tierra firme mientras Ray los persigue logrando separarlos; provocando que Eden termine oculta en el sarcófago donde Ray ha reunido los cadáveres de sus víctimas. 
Sin darse cuenta de que Eden esta dentro Ray regresa y arroja dentro a Eric, quien inicialmente parece estar muerto, pero cuando abre los ojos, Eden grita de sorpresa alertando a Ray, por lo que Eric se sacrifica revelando que sigue vivo para que lo asesine y así evitar que la descubra.
Eden escapa de la cripta perseguida por Ray a quien logra repeler gracias al amuleto de la abuela de CeCe, pero las serpientes que lo poseen intentan atacarla. Sin embargo, ella puede evadirlos y una vez fuera del recinto usa el camión de Ray para embestirlo hasta destrozar su cuerpo. Mientras ella se aleja tambaleándose, las serpientes emergen del cuerpo de Ray en busca de un nuevo anfitrión.

## Reparto
- Agnes Bruckner como Eden Sinclair
- Jonathan Jackson como Eric
- Laura Ramsey como Rachel
- D. J. Cotrona como Sean
- Meagan Good como CeCe
- Rick Cramer como Ray Sawyer
- Bijou Phillips como Tammy
- Davetta Sherwood como Patty
- Pawel Szajda como Ricky
- Method Man como Oficial Turner
- Stacey Travis como Laura, madre de Eden.

## Producción
La película marcó el regreso del guionista Kevin Williamson y el director Jim Gillespie, después de colaborar previamente en Sé lo que hicisteis el último verano (1997). La película está basada en Backwater, un videojuego de terror y supervivencia no producido diseñado por John Zuur Platten y Flint Dille. Se rodó en Luisiana, en las ciudades de Amite, Choctaw, Hammond y Nueva Orleans.